# Diagénese
Diagénese (português europeu) ou diagênese (português brasileiro), em geologia e oceanografia refere-se a qualquer mudança e alteração do sedimento após sua deposição inicial, durante e após a sua litificação, excluindo alteração superficial (desgaste) e metamorfismo. Estas mudanças acontecem em temperatura e pressão relativamente baixas e resultam em alterações mineralógicas que originam rochas. Não há nenhuma fronteira nítida entre diagénese e metamorfismo, mas o último ocorre em temperaturas e pressão mais elevadas.
Após a deposição, os sedimentos são compactados e são enterrados sob camadas sucessivas de sedimentos e cimentados por minerais que se precipitam da solução. Grãos de sedimentos, rochas e fósseis podem ser substituídos por outros minerais durante a diagénese. A porosidade geralmente diminui durante a diagénese, exceto em casos raros, como a dissolução de minerais e dolomitização.
O estudo da diagénese em rochas é usado para entender a história tectônica a que foram submetidos e os tipos de fluidos que circularam através deles. Do ponto de vista comercial, tais estudos ajudam a avaliar a probabilidade de encontrar mineral economicamente viável e vários depósitos de hidrocarbonetos.
O processo de diagénese também é importante na determinação da decomposição de tecido ósseo.

## Litificação
Litificação (lithus em grego clássico: λίθος que significa rocha e do sufixo-ific do latim) é o processo em que os sedimentos compactados sob pressão, expulsam os fluidos e gradualmente se tornam rocha sólida. Essencialmente, litificação é um processo de destruição da porosidade por meio de compactação e cimentação. A litificação inclui todos os processos que convertem sedimentos não consolidados em rochas sedimentares. Petrificação, embora muitas vezes usado como sinônimo, é mais especificamente usada para descrever a substituição do material orgânico por sílica na formação de fósseis. Na geologia, consolidação é sinônimo de litificação.

## Diagênese em antropologia e paleontologia
O termo diagénese é amplamente utilizado em geologia. No entanto, este termo tem sido usado no campo da antropologia e da paleontologia para descrever as mudanças e alterações que ocorrem em material biológico esquelético nos enterros. Diagénese é quando o ambiente e seus processos irão modificar a química original de um objeto orgânico e as propriedades estruturais finais, preservando ou destruindo. Para avaliar o potencial impacto da diagénese em ossos arqueológicos ou fósseis, muitos fatores precisam ser avaliados, começando com composição química e mineralógica do osso e do solo que o envolve, bem como o ambiente do enterro (geologia, climatologia e águas subterrâneas).
A composição do osso é um terço orgânica (principalmente de proteína colagénio) e dois terços mineral (fosfato de cálcio na sua maior parte sob a forma de hidroxiapatita) o que torna a sua diagénese mais complexa. A alteração ocorre em todo o processo com perda e substituição molecular, havendo uma reorganização na cristalização. A porosidade e microestruturas são alteradas e em muitos casos, há a desintegração completa. Três percursos gerais da diagénese do osso têm sido identificados:
1. deterioração química da fase orgânica;
2. deterioração química da fase mineral;
3. micro ataques biológicos do composto.[6]

São como se segue:
1. A dissolução do colagénio depende do pH e temperatura ambiental.[6] Em temperaturas elevadas a taxa de perda de colagénio será acelerado e em pH extremos pode causar inchaço no colagénio e aceleração da hidrólise.[6] Devido ao aumento da porosidade do osso aumenta a perda de colagénio, o osso torna-se suscetível à infiltração hidrolítica, onde a hidroxiapatita com a sua afinidade aos aminoácidos, permite a troca com seu interior.[7]
2. A atividade hidrolítica desempenha papel fundamental nas transformações das fases minerais por que expõe o colagénio para os produtos químicos e acelera a bio-degradação.[6] As alterações químicas afetam a cristalinidade.[7] Os mecanismos de transformação químicos, tais como a captação de F- ou CO3 - podem provocar a recristalização em que a hidroxiapatita é dissolvida e precipitada permitindo a incorporação e substituição de material.[7]
3. Uma vez que um indivíduo foi enterrado, o ataque microbiano que é o mecanismo mais comum da deterioração do osso, ocorre rapidamente.[6] Durante esta fase, a maior parte do colagénio ósseo é perdida e a porosidade é aumentada.[7] A dissolução na fase mineral causada pela baixo pH permite o acesso ao colagénio através das enzimas microbianas extracelulares devido ao ataque microbiano.[6]

## Diagênese na geração de hidrocarboneto
Quando a matéria animal ou vegetal é enterrada durante a sedimentação, as moléculas orgânicas constituintes (lípidos, proteínas, hidratos de carbono e compostos de lignina-húmus) quebram devido ao aumento da temperatura e da pressão. Essa transformação ocorre próximo ao sepultamento e resulta na criação de dois produtos principais: querogênio e betume.
Geralmente é aceito que os hidrocarbonetos são formados pela alteração térmica dos querogênios (a teoria biogénica). Deste modo, sob certas condições (que são em grande parte dependentes da temperatura) o querogênio irá quebrar para formar hidrocarboneto através de um processo químico conhecido como craqueamento ou catagênese.
Um modelo cinético baseado em dados experimentais, pode capturar a maior parte da transformação essencial na diagénese, e um modelo matemático de um meio poroso de compactação pode modelar o mecanismo de dissolução-precipitação. Estes modelos têm sido intensivamente estudado e tem aplicações reais em geologia.
A diagénese foi dividida em gênese dos hidrocarbonetos e do carvão mineral: eodiagenesis (precoce), mesodiagenesis (meio) e telodiagenesis (tardio). Durante a fase inicial do xisto ou eodiagenesis perde-se água, e pouco ou nenhum hidrocarbonetos são formados. Surge apenas o carvão de lenhite e os sub-betuminosos. Durante a mesodiagenesis, ocorre a desidratação dos minerais da argila, são desenvolvidos os óleos de alta a baixa volatilidade dos carvões betuminosos. Durante a telodiagenesis, a matéria orgânica sofre o craqueamento e o gás seco é produzido; o carvão semi-antracite é desenvolvido.

## Diagénese em decomposição óssea
A diagénese altera as proporções do colagénio orgânico e componentes inorgânicos (hidroxiapatita, cálcio, magnésio) dos ossos exposto as condições ambientais e na humidade. Isto é realizado através da troca de materiais dos ossos, adsorção da superfície do osso e lixiviação a partir do osso.